# Mesclun

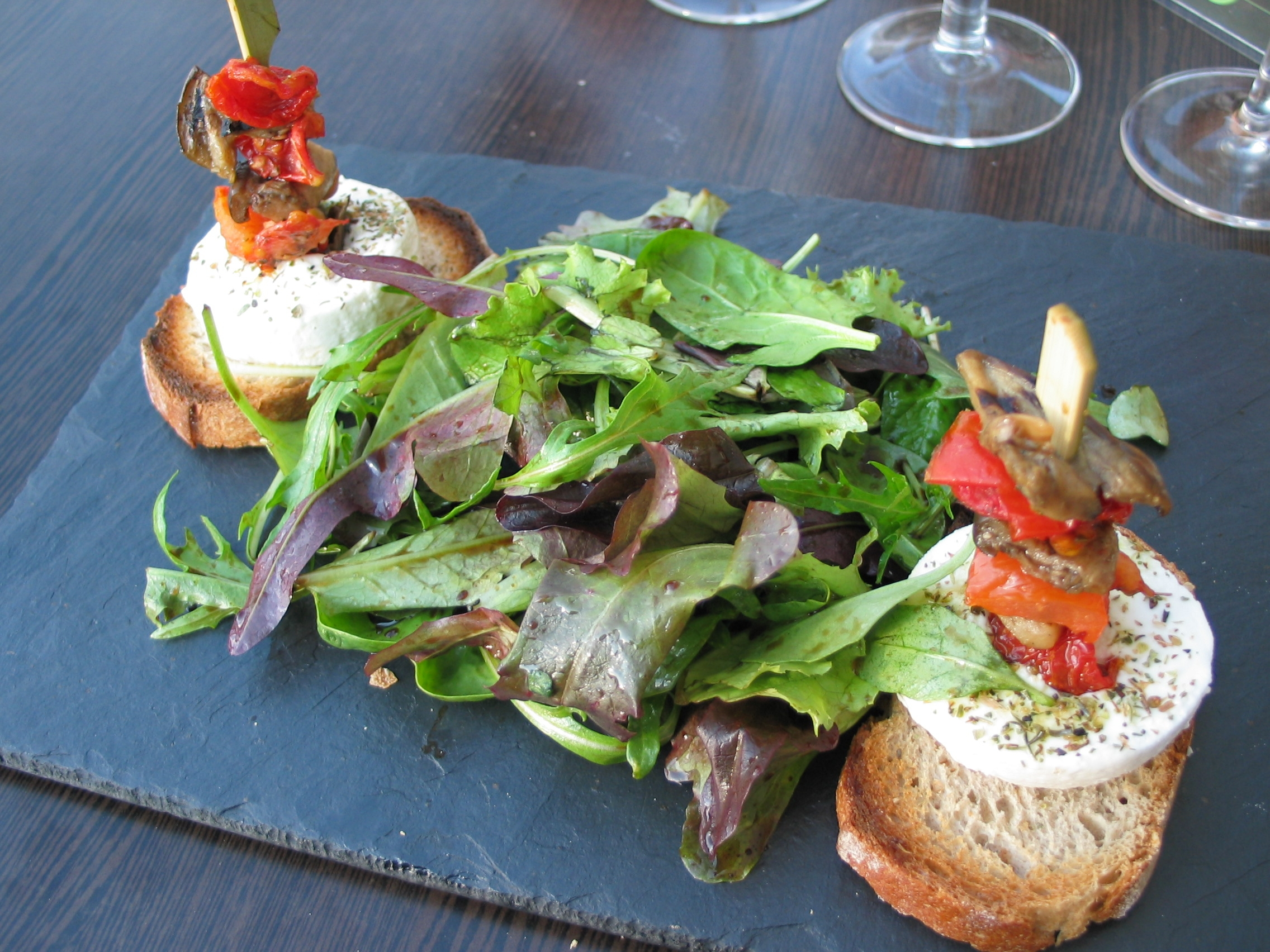
Mesclun op brood

Mesclun is een salade uit de Franse keuken. Het mengsel bestaat uit verschillende jong geoogste bladgroenten, waaronder diverse slasoorten, andijviesoorten, kruiden, koolsoorten, bloemblaadjes (bijvoorbeeld van de paardenbloem), en soms zelfs bloemen. Mesclun zonder kruiden, met dus een minder pittige smaak, noemt men "babyleaf". Bij de teelt van mesclun zaait men de plantjes dichter opeen dan gebruikelijk. Hierdoor ontstaat een opgerichte groeiwijze met smallere bladeren, die gemakkelijk met het mes of de schaar afgeknipt kunnen worden.